# Malamocco
Malamocco is een plaats (frazione) op het eiland Lido di Venezia in de Italiaanse gemeente Venezia. 
Tot de 12e eeuw was het een bisschopsstad; nadien nam Chioggia de rol over.